# Четвёртый выпуск стандартных марок СССР

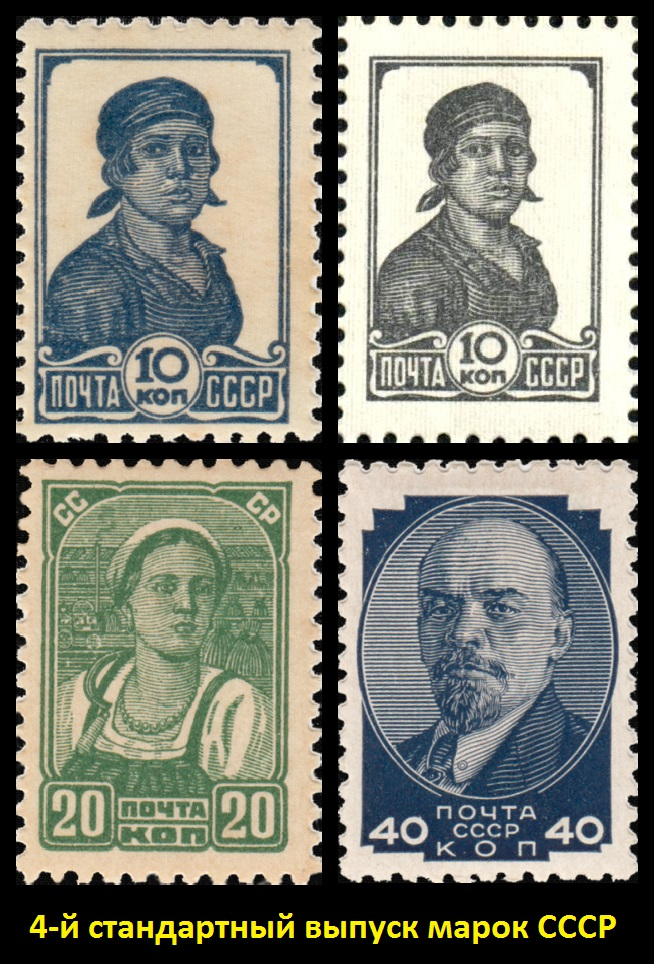
Марки четвёртого стандартного выпуска СССР

Почто́вые ма́рки четвёртой станда́ртной се́рии СССР (1936—1953) (ЦФА [АО «Марка»] № 556—559) поступали в обращение с июня 1936 по декабрь 1953 года. Несмотря на то, что рисунки марок повторяют дизайн предыдущего выпуска стандартных марок, официально данная серия считается четвёртым стандартным выпуском.
В 1936 году третий стандартный выпуск был дополнен маркой номиналом в 40 копеек (ЦФА [АО «Марка»] № 559) с портретом В. И. Ленина (фото Петра Оцупа, гравёр Альфред Эберлинг), а рисунки марок номиналом в 10 и 20 копеек изменены, кроме того в 1953 году переиздана марка номиналом в 10 копеек с уменьшенным размером рисунка. Эмиссия марок четвёртого стандартного выпуска, для которых использовались рисунки марок предыдущего выпуска, началась в июле 1936 года. Всего было эмитировано три миниатюры номиналами в 10 (работница), 20 (крестьянка) и 40 копеек (портрет В. И. Ленина). Дизайнерами миниатюр были Дмитрий Голядкин и Альфред Эберлинг. Марки номиналом в 10 и 20 копеек печатались типографским способом на обыкновенной, а марка номиналом в 40 копеек на мелованной бумаге, с зубцами. В декабре 1953 года марка номиналом в 10 копеек была переиздана с уменьшенным размером рисунка. Она была отпечатана офсетным способом на обыкновенной бумаге. Марки четвёртого стандартного выпуска неоднократно переиздавались на белой и сероватой бумаге с белым и жёлтым клеем, имеют многочисленные оттенки цвета.
Порядок следования элементов в таблице соответствует номеру по каталогу марок СССР (ЦФА), в скобках приведены номера по каталогу «Михель».
| № по каталогу                         | Изображение | Описание и источники | Номинал, руб. | Дата выпуска      | Тираж    | Художник                                  |
| ------------------------------------- | ----------- | -------------------- | ------------- | ----------------- | -------- | ----------------------------------------- |
| (ЦФА [АО «Марка»] № 556) (Mi #677IA)  |             | Работница            | 0,10          | март 1938 года    | массовый | Дмитрий Голядкин                          |
| (ЦФА [АО «Марка»] № 556А) (Mi #677IC) |             | Работница            | 0,10          | 1939 год          | массовый | Дмитрий Голядкин                          |
| (ЦФА [АО «Марка»] № 556Б)             |             | Работница            | 0,10          | июль 1936 года    | массовый | Дмитрий Голядкин                          |
| (ЦФА [АО «Марка»] № 557) (Mi #677IIA) |             | Работница            | 0,10          | декабрь 1953 года | массовый | Дмитрий Голядкин                          |
| (ЦФА [АО «Марка»] № 558) (Mi #578A)   |             | Колхозница           | 0,20          | июль 1937 года    | массовый | Дмитрий Голядкин                          |
| (ЦФА [АО «Марка»] № 558А) (Mi #578C)  |             | Колхозница           | 0,20          | 1939 год          | массовый | Дмитрий Голядкин                          |
| (ЦФА [АО «Марка»] № 558Б)             |             | Колхозница           | 0,20          | июль 1936 года    | массовый | Дмитрий Голядкин                          |
| (ЦФА [АО «Марка»] № 559) (Mi #579A)   |             | Портрет В. И. Ленина | 0,40          | декабрь 1937 года | массовый | фото Петра Оцупа, гравёр Альфред Эберлинг |
| (ЦФА [АО «Марка»] № 559Б)             |             | Портрет В. И. Ленина | 0,40          | июль 1936 года    | массовый | фото Петра Оцупа, гравёр Альфред Эберлинг |

## Фальсификации
Выпуск любых фальсификатов преследует определённые цели. В случае почтовых марок фальсификатор наиболее часто преследует две цели: обман почты и обман коллекционеров. Марки для обмана почты активно изготовлялись в начале прошлого (XX века) с целью их использования в почтовом обращении. Такие фальсификаты были довольно широко распространены и наносили огромный ущерб государственной почте. Некоторые подделки изготавливались на профессиональном оборудовании за рубежом и нелегально провозились через границу. По мере совершенствования полиграфических технологий и степени защиты знаков почтовой оплаты от подделок этот вид фальсификации практически полностью прекратился, в том числе и в силу финансовой нецелесообразности. Основная масса подделок изготовлена для обмана коллекционеров. Чаще всего такого рода фальсификаты имитируют редко встречающиеся экземпляры и их разновидности: опечатки, редкие комбинации зубцовок, оттенки цвета и сорта бумаги. Однако встречаются подделки и менее популярных (более дешёвых) марок, изготовленных в расчёте на отсутствие экспертизы подобного филателистического материала.
Для ранних выпусков почтовых марок СССР зубцовка не регламентировалась, и марки в пределах одного выпуска перфорировались по разной технологии. Тиражи почтовых марок с разными разновидностями зубцовки очень часто значительно отличались, что обусловило бо́льшую редкость одного из видов зубцовки и в результате более высокую рыночную стоимость подобной разновидности. Этим обстоятельством умело пользовались фальсификаторы, которые добивали редкую разновидность зубцовки на обычной марке. В ряде случаев такие марки легко отличить от подлинных, ибо у них меньшее расстояние между противоположными (параллельными) рядами зубцов (достаточно наложить такую марку на подлинную с обычной зубцовкой и её размеры окажутся меньше оригинальной). Также на подделках могут оставаться следы прежней зубцовки. В случае, когда однотипные марки официально выпускались с разновидностями по зубцовке и в беззубцовом варианте фальсификат можно отличить по структуре и форме отверстий проколов при большом увеличении. Тем не менее в большинстве случаев требуется квалифицированная экспертиза. Распространены подделки почтовых марок с редкими разновидностями зубцовки, которые изготавливают из беззубцовых типографских марок того же дизайна и номинала. При этом экспертиза такого рода подделок крайне затруднена. Кроме того, встречаются фальсификации иного рода, когда из перфорированного выпуска изготавливается редкая (дорогая) разновидность беззубцовой марки. Распознать такого рода фальсификацию относительно не сложно, ибо официально выпущенные беззубцовыми марки обладают широкими полями. Марки четвёртого стандартного выпуска номиналом в 10 копеек фальсифицировали из зубцовых экземпляров, на которые поверх существующей зубцовки наносилась фальшивая перфорация. Обнаружить такую подделку не сложно. Достаточно сравнить подозрительную марку с оригинальной, имеющей подлинную зубцовку, либо внимательно проверить точность и форму зубцов и отверстий. При возникновении подозрения, что новая зубцовка нанесена поверх существующей, следует тщательно измерить марку. Изготовление подделок редких разновидностей четвёртого выпуска стандартных марок СССР из беззубцовых экземпляров было невозможно, так как марки  (ЦФА [АО «Марка»] № 556Б) официально в обращение не поступали.

## Комментарии
1. ↑  Ниже приведён перечень стандартных марок (с возможностью сортировки по номиналу, тиражу и дате введения в обращение).
2. ↑  Работница, серо-синяя. Размер рисунка 16×23 мм. Печать типографская на простой бумаге без водяного знака, перфорирована: комбинированная гребенчатая зубцовка 12:12½ (на каждые 2 сантиметра края марки приходится 12:12½ зубцов). Разновидности по цвету:  (ЦФА [АО «Марка»] № 556а)  (Mi #677IAa) — синяя и  (ЦФА [АО «Марка»] № 556б)  (Mi #677IAb) — чёрная. В марочных листах по 100 (10×10) марок[4][5][7].
3. ↑  Работница, серо-синяя. Размер рисунка 16×23 мм. Печать типографская на простой бумаге без водяного знака, перфорирована: линейная зубцовка 12½ (на каждые 2 сантиметра края марки приходится 12½ зубцов). В марочных листах по 100 (10×10) марок[4][5][7].
4. ↑  Работница, размер рисунка 16×23 мм, серо-синяя. Печать типографская на простой бумаге без водяного знака, без зубцов. В марочных листах по 100 (10×10) марок. В почтовое обращение официально не поступали[4][5].
5. ↑  Работница, серая. Размер рисунка 14×21,5 мм. Печать офсетная на простой бумаге без водяного знака, перфорирована: комбинированная гребенчатая зубцовка 12:12½ (на каждые 2 сантиметра края марки приходится 12:12½ зубцов). В марочных листах по 100 (10×10) марок[4][5][7].
6. ↑  Колхозница, зелёная. Печать типографская на простой бумаге без водяного знака, перфорирована: комбинированная гребенчатая зубцовка 12:12½ (на каждые 2 сантиметра края марки приходится 12:12½ зубцов). В марочных листах по 100 (10×10) марок[4][5][6].
7. ↑  Колхозница, зелёная. Печать типографская на простой бумаге без водяного знака, перфорирована: линейная зубцовка 12½ (на каждые 2 сантиметра края марки приходится 12½ зубцов). В марочных листах по 100 (10×10) марок[4][5][6].
8. ↑  Колхозница, зелёная. Печать типографская на простой бумаге без водяного знака, без зубцов. В марочных листах по 100 (10×10) марок. В почтовое обращение официально не поступали[4][5].
9. ↑  Портрет В. И. Ленина, тёмно-синяя. Печать типографская на мелованной бумаге без водяного знака, перфорирована: комбинированная гребенчатая зубцовка 12:12½ (на каждые 2 сантиметра края марки приходится 12:12½ зубцов). В марочных листах по 100 (10×10) марок[4][5][6].
10. ↑  Портрет В. И. Ленина, тёмно-синяя. Печать типографская на мелованной бумаге без водяного знака, без зубцов. В марочных листах по 100 (10×10) марок. В почтовое обращение официально не поступали[4][5].